# The Stars Look Down
The Stars Look Down (Las estrellas miran hacia abajo) es una novela de A. J. Cronin publicada en 1935 que narra las injusticias de una comunidad minera inglesa. Se han hecho una versión cinematográfica en 1939, y adaptaciones para la televisión italiana y británica.

## Argumento
Los sucesos se dan en "Sleescale", un pueblo minero en la costa de Northumberland, así como en "Tynecastle". Aunque "Sleescale" es un lugar ficticio, está basado en un conocimiento excelente de lugares similares y sus habitantes.
Comenzando luego de la Primera Guerra Mundial y hasta los años 30, la historia muestra los diferentes caminos de los personajes: el hijo de un minero que busca ser profesor, un obrero que se convierte en empresario y el hijo del dueño de la mina que entra en conflicto con su padre.
- Datos: Q1093537